# Doktorka z Dixie
Doktorka z Dixie (v anglickém originále Hart of Dixie) je americký komediálně-dramatický televizní seriál, jehož autorkou je Leila Gerstein. Premiérově byl vysílán v letech 2011–2015 na stanici The CW. Celkově bylo natočeno 76 dílů ve čtyřech řadách.

## Příběh
Mladé Newyorčance Zoe Hartové se rozpadne sen stát se kardiochirurgem. Místo toho se rozhodne přijmout nabídku na pozici praktického lékaře ve fiktivním městečku Bluebell v Alabamě.

## Obsazení

### Hlavní role
| Rachel Bilson  | doktorka Zoe Wilkesová Hartová Kinsellová |
| Jaime King     | Lemon Breelandová, dcera městského doktora Breelanda |
| Cress Williams | Lavon Hayes, starosta Bluebellu, nejlepší přítel Zoe a bývalý hráč amerického fotbalu, který deset let působil v NFL. Jeho domácím mazlíčkem je aligátor jménem Burt Reynolds |
| Wilson Bethel  | Wade Kinsella, barman v Rammer Jammeru, soused a pozdějc manžel Zoe |
| McKaley Miller | Rose Hattenbargerová, pubertální kamarádka Zoe (pilot, jako host v 1.–4. řadě)                                                                                                |
| Scott Porter   | George Tucker, bluebellský právník |
| Tim Matheson   | doktor Bertram „Brick“ Breeland, městský doktor, otec Lemon a Magnolie |
| Kaitlyn Black  | Annabeth Nassová, členka Lemoniných „jižanských krásek“ a její nejlepší kamarádka (3.–4. řada, jako host v 1. a 2. řadě)                                                      |

### Vedlejší role
| Ross Philips        | Tom Long                                                                     |
| Mallory Moye        | Wanda, Tomova přítelkyně                                                     |
| Reginald VelJohnson | Dash DeWitt, reportér místních novin                                         |
| Brandi Burkhardt    | Crickett, členka Lemoniných „jižanských krásek“                              |
| Claudia Lee         | Magnolia Breelandová, dcera doktora Breelanda, sestra Lemon, spolužačka Rose |
| Matt Lowe           | Meatball                                                                     |
| John Eric Bentley   | šerif Bill                                                                   |
| Armelia McQueen     | Shula                                                                        |
| Mircea Monroe       | Tansy Truittová                                                              |
| Laura Bell Bundy    | Shelby Sinclairová                                                           |
| Steven M. Porter    | Frank Moth                                                                   |
| Esther Scott        | Delma                                                                        |

## Vysílání
| Řada | Díly | Premiéra v USA    | Premiéra v USA  | Premiéra v ČR    | Premiéra v ČR   |
| Řada | Díly | První díl         | Poslední díl    | První díl        | Poslední díl    |
| ---- | ---- | ----------------- | --------------- | ---------------- | --------------- |
| 1    | 22   | 26. září 2011     | 14. května 2012 | 24. února 2014   | 25. března 2014 |
| 2    | 22   | 2. října 2012     | 7. května 2013  | 26. března 2014  | 24. dubna 2014  |
| 3    | 22   | 7. října 2013     | 16. května 2014 | 1. prosince 2014 | 15. ledna 2015  |
| 4    | 10   | 15. prosince 2014 | 27. března 2015 | 22. září 2015    | 6. října 2015   |